# 마이드 카두리
마이드 카두리(Majid Khadduri, 1909년 9월 27일 ~ 2007년 9월 27일)는 이라크의 중동학자이자 이라크계 미국인이었다. 그는 폴 니츠 국제학대학의 설립자이기도 하다. 국제적으로는 이슬람 관련학에 두루 뛰어난 재능을 가진 자로서 영어와 아랍어로 35개 이상의 저서와 수백 편의 기사를 기고했다.
이라크 모술에서 1909년 태어난 그는 1928년 고등학교 졸업 때까지 모국에 머물렀다. 후에 레바논으로 가 1932년 학위를 취득한 후에 1938년 정치학과 국제법 박사 학위를 받는다. 1939-47년까지 이라크 교육부에서 일했으며 고등교사대학의 법학과 교수로 재직했다. 46년 유엔 이라크 대표본부의 초대 회원이었으며 유엔 헌장에 제정에 참여했다..
그는 유엔에서 활동했으며 미국으로 다시 건너가서 인디애나 대학교의 교수로 일했다. 존스 홉킨스 대학교에서도 일했으며 1970년까지 SAIS 중동학 프로그램의 주요 교수였다.
그는 이슬람 관련 학계에 큰 발자취를 남긴 사람으로 이슬람 문명에 관한 여러 기사와 칼럼을 기고했다.